# 周一志
周一志（1904年—1965年3月31日），浙江省绍兴县人，中华民国、中华人民共和国政治人物。

## 生平
南京国民政府成立后，一批中国国民党青年党员，如王昆仑、梁寒操、周一志、程元斟等人，因对蒋介石不满，乃创办《再造旬刊》及《民众日报》，鼓吹对中国国民党进行改造。此即再造派，拥护孙科。1931年2月底，蒋介石囚禁胡汉民。同年5月底，胡汉民派、孙科派、汪精卫派、西山会议派、粤系（陈济棠）、桂系（李宗仁、白崇禧等）及其他反蒋势力联合在广州成立“国民党中央执监委员非常会议”（简称“非常会议”）及广州国民政府，与南京国民政府分庭抗礼。周一志担任“非常会议”秘书，并被派赴上海进行秘密联络工作。
1933年，周一志成为国民政府立法院第三届立法委员。此后他和原再造派的王昆仑、梁寒操、钟天心等人在立法院十分活跃。直到担任立法院第四届立法委员时，周一志在1947年12月13日去职。
1948年，周一志当选立法院候补立法委员。同年上海舞潮案发生后，案件开庭审理时，周一志律师为全体被告进行了总辩护。
1948年5月，上海学生一万多人在交通大学大操场上举行“反美扶日五四营火晚会”，会上宣布“上海市学生反对美帝扶植日本，抢救民族危机联合会”正式成立。会后，上海市市长吴国桢在记者招待会上大骂交通大学学生是“假爱国之名”，提出“七质八询”，质问此事“事先何人指示？何人主张罢课游行？”并且声称要传讯学生，要“彻底查究幕后操纵者”。中共党组织决定由学生自治会出面，在交通大学召开“反美扶日公断会”，广泛邀请社会各界人士参加，試圖反駁上海市当局提出的“七质八询”。为此，学生自治会请马寅初出面邀请上海市警备司令宣铁吾的秘书长方秋苇、立法委员周一志、吕克难等人参加。学生自治会同时还向吴国桢、潘公展、方治等人发出请帖。1948年6月26日，“反美扶日公断会”在交通大学体育馆二楼召开，陈叔通、马寅初、史良、许广平等十余位专家学者发表了意见，方秋苇、周一志、万枚子、鲁莽、吕克难、程仲文六人也到会发言。周一志在会上发言称，“我是国民党政府的立法委员，是戴不上红帽子，也是共产党不敢操纵的，有人叫我周疯子，我今天并不是讲疯话，爱国确实无罪，传讯确属非法。”
1949年8月13日，黄绍竑、贺耀组、罗翼群、刘斐、周一志、张潜华等6人在黄绍竑香港九龙窝打道寓所举行记者招待会，发表了黄绍竑等44名立法委员签署的《我们对于现阶段中国革命的认识与主张》的书面声明（新华社9月1日播发了该声明，《人民日报》于9月2日第一版摘要刊登了声明内容）。
1957年4月29日，中华人民共和国国务院任命包惠僧、周一志、谌小岑、郭秉毅、陈钧、万枚子、吴藻溪、杨玉清、骆介子为国务院参事； 免去安若定、张志和的国务院参事职务。1957年5月2日，国务院发文通知，周一志参事的工资由12级升为10级，从1957年5月起执行新的工资级别。6月11日，章夷白向齐燕铭副秘书长报告，中共中央统战部副部长徐冰认为干部处提出的周一志等11位新任国务院参事的工资级别有的偏低，商需斟酌，希望齐燕铭副秘书长和陶希晋副秘书长商决。最后落实的结果是，周一志工资定为9级。
1965年3月31日，周一志逝世。

## 著作
- 周一志，关于再造派，文史资料选辑 第2辑，北京：中华书局，1960年
- 周一志，“非常会议”前后，文史资料选辑 第9辑，北京：中华书局，1960年
- 周一志，关于西山会议派的一鳞半爪，文史资料选辑 第12辑，北京：中华书局，1961年
- 周一志，关于币原之死的更正，文史资料选辑 第12辑，北京：中华书局，1961年
- 周一志，我对许崇智了解的片断，文史资料选辑 第13辑，北京：中华书局，1961年
- 周一志，关于《云南解放前夕军统在昆明的特务活动》的订正，文史资料选辑 第30辑，北京：文史资料出版社，1962年
- 周一志，关于《张静江事迹片断》一文的订正，文史资料选辑 第30辑，北京：文史资料出版社，1962年
- 周一志，孙科、李宗仁竞选副总统的形形色色，文史资料选辑 第32辑，北京：文史资料出版社，1980年
- 周一志，上海金圆券案之一幕，文史资料选辑 第81辑，北京：文史资料出版社，1982年
- 周一志，祖国大陆解放后台湾国民党内派系斗争之一瞥，文史资料选辑 第81辑，北京：文史资料出版社，1982年
- 周一志，戴季陶为何砸瓶子？，文史资料选辑 第93辑，北京：文史资料出版社，1984年